# Maxine North
Maxine Woodfield North (Salem, 10 de septiembre de 1920-Pattaya, 3 de octubre de 2003) fue una empresaria estadounidense que vivió y trabajó en Tailandia. Llegó al país en 1950 junto a su marido Robert G. North, guionista y supuesto agente de la  CIA. Conocida sobre todo por introducir agua embotellada en Tailandia con su marca Polaris, sus otros negocios incluyeron el productor de dióxido de carbono Pure Gas, la firma consultora Rak, Fairbarns and North, y Thai Celadon, una empresa que ayudó a revivir y popularizar la cerámica de celadón en Chiang Mai.

## Primeros años de vida y carrera
North nació como Maxine Olive Guldner el 10 de septiembre de 1920 en Salem, Oregón, pero creció usando el apellido Woodfield, en honor a su padrastro, que era capataz de líneas telefónicas. Se graduó de Salem High School en 1938, y asistió a una escuela de secretariado en su ciudad natal. Trabajó en la sucursal Ladd and Bush del Banco Nacional de Portland de los Estados Unidos, antes de mudarse a Washington D. C. en 1941, donde realizó trabajos de censura como secretaria jefe de la División de Control de Información del Departamento de Guerra. Posteriormente se mudó a California, donde trabajó como secretaria ejecutiva de Columbia Pictures en Hollywood. Allí conoció a su futuro esposo, Robert G. North, quien era guionista y trabajaba en la película de 1948 The Sign of the Ram. Se casaron en 1949.
En 1950, la pareja se mudó a Tailandia, donde Robert cofundó la Far East Film Company. Fuentes posteriores de la década de 2000 lo identificarían como un agente de la CIA y describirían a la compañía como una tapadera para las operaciones de la CIA en el país. Maxine aprendió el idioma tailandés, y cofundó Pure Gas Co., Ltd. para suministrar dióxido de carbono a los fabricantes de refrescos, que antes tenían que importar el gas de Alemania. No tenía experiencia en la industria, pero se interesó en la perspectiva por sugerencia de un amigo y consiguió fondos en parte del gobierno tailandés, que poseía el 28,57 por ciento de las acciones. Sin embargo, el matrimonio se truncó cuando Robert murió repentinamente de polio en 1954, tras lo cual Maxine regresó a los Estados Unidos.

## Empresas
Inicialmente, North planeó no regresar a Tailandia, pero después de unos meses optó por una estancia temporal prevista para ayudar con la sucesión de su empresa. Finalmente se instaló en el país de forma permanente. En 1956, ella y su socio comercial de Pure Gas, Rak Panyarachun, fundaron North Star, el primer fabricante de agua embotellada del país. Su agua embotellada Polaris crecería durante las siguientes décadas hasta dominar el mercado del país, y la empresa se convertiría en uno de los mayores productores de Asia. North también había establecido una estación de radio, la primera estación en idioma inglés en Tailandia, pero fue destruida en un incendio antes de finales de la década.
En 1958, North y Rak se asociaron con Peter W. D. Fairbarns para establecer Rak, Fairbarns and North Co., Ltd., una firma de consultoría que luego se expandió al asesoramiento de inversiones y la facilitación de importaciones. En 1960, los dos se hicieron cargo de una fábrica de cerámica en dificultades en Chiang Mai y fundaron la Thai Celadon Company para desarrollar y comercializar su cerámica de celadón, que se convirtió en un éxito en el mercado de exportación.
Con el surgimiento de Pattaya como destino turístico, North participó en el desarrollo de Nipa Lodge, el primer hotel de la ciudad, inaugurado en 1964. También ayudó a fundar la Cámara de Comercio Estadounidense en Tailandia, y la Bolsa de Valores de Bangkok (que más tarde se convertiría en la Bolsa de Valores de Tailandia) en 1962.

## Vida personal y años posteriores
North era conocida como una figura glamorosa en la escena social de expatriados de Bangkok y frecuentaba regularmente el Club de Corresponsales Extranjeros de Tailandia en las décadas de 1970 y 1980. Era amiga del presidente estadounidense Richard Nixon, por quien ella y Robert hicieron campaña en las elecciones al Senado de California en 1950 y con quien mantuvo correspondencia escrita durante su vicepresidencia, así como de Jim Thompson, el exagente secreto que popularizó la seda tailandesa; tras la misteriosa desaparición de Thompson en 1967, se convirtió en una creyente destacada de algunas de las teorías de conspiración que rodeaban el caso 
North, a quien una entrevista de 1957 describió como «una no fumadora, no bebedora, no consumidora de carne ni de pan», meditaba y practicaba yoga regularmente (siguiendo las enseñanzas de Self-Realization Fellowship); sus creencias espirituales surgieron después de la muerte de su marido. Durante su carrera, vivió en una villa en el mismo complejo que la fábrica de North Star en la provincia de Nonthaburi, junto con su suegra, que también había vivido con la pareja en el campo antes de la muerte de Robert. En su jubilación, después de haber dejado sus funciones comerciales activas en 1985, se mudó a Pattaya, viviendo al lado de su amiga Vera Cykman (propietaria de Star of Siam, una importante sastre de seda tailandesa).
North murió el 3 de octubre de 2003, tras una prolongada enfermedad. Está enterrada en el cementerio de la Iglesia Católica de San Nicolás en Pattaya. La Biblioteca North Star de la ciudad, inicialmente equipada con sus colecciones personales y las de Cykman, está dedicada a sus recuerdos.